# Carlos Ezquerra
Carlos Ezquerra (Ibdes, 12 de novembro de 1947 – 1 de outubro de 2018) foi um desenhista espanhol de banda desenhada. 
Trabalhou em Londres na na revista Battle Picture Weekly no início da década de 1970. Desenhou Rat Pack escrita por Gerry Finley-Day, série inspirada no filme The Dirty Dozen.
Em 1977 cria Juiz Dredd, junto com o roteirista John Wagner para a revista 
2000 AD, com êxito imediato.
Colaborou com Alan Hebden  em El Mestizo, um mercenário na Guerra de Secessão. Novamente com Wagner, criou a série Strontium Dog para a revista Starlord.
Faleceu em 1 de outubro de 2018 vítima de câncer de pulmão.